# Витковце
Витковце (слч. Vítkovce) насељено је мјесто са административним статусом сеоске општине (слч. obec) у округу Спишка Нова Вес, у Кошичком крају, Словачка Република.

## Становништво
| Година:    | 1994. | 2004.    | 2014.    | 2024.    |
| ---------- | ----- | -------- | -------- | -------- |
| Број људи: | 418   | 523      | 605      | 671      |
| Разлика:   |       | +25,11 % | +15,67 % | +10,90 % |

| Година:    | 2023. | 2024.   |
| ---------- | ----- | ------- |
| Број људи: | 649   | 671     |
| Разлика:   |       | +3,38 % |

Према подацима о броју становника из 2011. године насеље је имало 581 становника.